# Campionatul European de Scrimă din 1993
Campionatul European de Scrimă din 1993 s-a desfășurat la Linz în Austria. Probele pe echipe nu au fost incluse în program.

## Rezultate

### Masculin
| Probă   | Aur                   | Argint                 | Bronz                                               |
| Spadă   | Patrick Dränert (GER) | Mariusz Strzalka (GER) | Jean-François Di Martino (FRA) · Gábor Totola (HUN) |
| Floretă | Joachim Wendt (AUT)   | Uwe Römer (GER)        | Thorsten Weidner (GER) · Ingo Weißenborn (GER)      |
| Sabie   | Felix Becker (GER)    | Csaba Köves (HUN)      | Alin Lupeică (ROU) · Steffen Wiesinger (GER)        |

### Feminin
| Probă   | Aur                    | Argint              | Bronz                                       |
| Spadă   | Roberta Giussani (ITA) | Gianna Bürki (SUI)  | Elisa Uga (ITA) · Eva-Maria Ittner (GER)    |
| Floretă | Anja Fichtel (GER)     | Zsuzsa Jánosi (HUN) | Laura Badea (ROU) · Valentina Vezzali (ITA) |

### Clasament pe medalii
| Loc   | Țară     | Aur | Argint | Bronz | Total |
| ----- | -------- | --- | ------ | ----- | ----- |
| 1     | Germania | 3   | 2      | 4     | 9     |
| 2     | Italia   | 1   | 0      | 2     | 3     |
| 3     | Austria  | 1   | 0      | 0     | 1     |
| 4     | Ungaria  | 0   | 2      | 1     | 3     |
| 5     | Elveția  | 0   | 1      | 0     | 1     |
| 6     | România  | 0   | 0      | 2     | 2     |
| 7     | Franța   | 0   | 0      | 1     | 1     |
| Total | Total    | 5   | 5      | 10    | 20    |